# Aplocera graeciata
Aplocera graeciata là một loài bướm đêm trong họ Geometridae.